# Homorodu de Mijloc, Satu Mare
Homorodu de Mijloc este satul de reședință al comunei Homoroade din județul Satu Mare, Transilvania, România.

## Personalități
- Romulus Marchiș (1865-1925), protopop român unit de Carei, deputat în Marea Adunare Națională de la Alba Iulia 1918, senator

 Acest articol despre o localitate din județul Satu Mare este deocamdată un ciot. Puteți ajuta Wikipedia prin completarea lui.